# Ryan Winterton
Ryan Winterton, född 4 september 2003, är en kanadensisk professionell ishockeyforward som är kontrakterad till Seattle Kraken i National Hockey League (NHL) och spelar för Coachella Valley Firebirds i American Hockey League (AHL).
Han har tidigare spelat för Hamilton Bulldogs och London Knights i Ontario Hockey League (OHL).
Winterton draftades av Seattle Kraken i tredje rundan i 2021 års draft som 67:e spelare totalt.

## Statistik
| Källa: Utv = Utvisningsminuter Uppdaterad: 2023-11-10 | Källa: Utv = Utvisningsminuter Uppdaterad: 2023-11-10 | Källa: Utv = Utvisningsminuter Uppdaterad: 2023-11-10 |                                           | Grundserie                                | Grundserie                                | Grundserie                                | Grundserie                                | Grundserie                                |                                           | Slutspel                                  | Slutspel                                  | Slutspel                                  | Slutspel                                  | Slutspel                                  |                                           |
| Säsong                                                | Lag                                                   | Liga                                                  | Matcher                                   | Mål                                       | Assists                                   | Poäng                                     | Utv                                       | Matcher                                   | Mål                                       | Assists                                   | Poäng                                     | Utv                                       |                                           |                                           |                                           |
| ----------------------------------------------------- | ----------------------------------------------------- | ----------------------------------------------------- | ----------------------------------------- | ----------------------------------------- | ----------------------------------------- | ----------------------------------------- | ----------------------------------------- | ----------------------------------------- | ----------------------------------------- | ----------------------------------------- | ----------------------------------------- | ----------------------------------------- | ----------------------------------------- | ----------------------------------------- | ----------------------------------------- |
| 2018–2019                                             | Whitby Wildcats                                       | ETA                                                   | 36                                        | 38                                        | 34                                        | 72                                        | 40                                        | 7                                         | 3                                         | 3                                         | 6                                         | 6                                         |                                           |                                           |                                           |
| 2019–2020                                             | Hamilton Bulldogs                                     | OHL                                                   | 53                                        | 12                                        | 11                                        | 23                                        | 8                                         | —                                         | —                                         | —                                         | —                                         | —                                         |                                           |                                           |                                           |
| 2020–2021                                             | Hamilton Bulldogs                                     | OHL                                                   | Spelade ej på grund av covid-19-pandemin. | Spelade ej på grund av covid-19-pandemin. | Spelade ej på grund av covid-19-pandemin. | Spelade ej på grund av covid-19-pandemin. | Spelade ej på grund av covid-19-pandemin. | Spelade ej på grund av covid-19-pandemin. | Spelade ej på grund av covid-19-pandemin. | Spelade ej på grund av covid-19-pandemin. | Spelade ej på grund av covid-19-pandemin. | Spelade ej på grund av covid-19-pandemin. | Spelade ej på grund av covid-19-pandemin. | Spelade ej på grund av covid-19-pandemin. | Spelade ej på grund av covid-19-pandemin. |
| 2021–2022                                             | Hamilton Bulldogs                                     | OHL                                                   | 37                                        | 20                                        | 26                                        | 46                                        | 23                                        | 18                                        | 7                                         | 12                                        | 19                                        | 6                                         |                                           |                                           |                                           |
| 2022–2023                                             | London Knights                                        | OHL                                                   | 34                                        | 12                                        | 24                                        | 36                                        | 22                                        | 21                                        | 13                                        | 16                                        | 29                                        | 10                                        |                                           |                                           |                                           |
| 2023–2024                                             | Seattle Kraken                                        | NHL                                                   | 1                                         | 0                                         | 0                                         | 0                                         | 0                                         | —                                         | —                                         | —                                         | —                                         | —                                         |                                           |                                           |                                           |
|                                                       | Coachella Valley Firebirds                            | AHL                                                   | 7                                         | 3                                         | 2                                         | 5                                         | 0                                         | —                                         | —                                         | —                                         | —                                         | —                                         |                                           |                                           |                                           |
| NHL totalt                                            | NHL totalt                                            | NHL totalt                                            | 1                                         | 0                                         | 0                                         | 0                                         | 0                                         | —                                         | —                                         | —                                         | —                                         | —                                         |                                           |                                           |                                           |
| OHL totalt                                            | OHL totalt                                            | OHL totalt                                            | 124                                       | 44                                        | 61                                        | 105                                       | 53                                        | 39                                        | 20                                        | 28                                        | 48                                        | 16                                        |                                           |                                           |                                           |

### Internationellt
| Källa: Uppdaterad: 2023-11-10 | Källa: Uppdaterad: 2023-11-10 | Källa: Uppdaterad: 2023-11-10 |         | Utv = Utvisningsminuter | Utv = Utvisningsminuter | Utv = Utvisningsminuter | Utv = Utvisningsminuter | Utv = Utvisningsminuter |
| År                            | Lag                           | Mästerskap                    | Matcher | Mål                     | Assists                 | Poäng                   | Utv                     |                         |
| ----------------------------- | ----------------------------- | ----------------------------- | ------- | ----------------------- | ----------------------- | ----------------------- | ----------------------- | ----------------------- |
| 2021                          | Kanada                        | U18-VM                        | 7       | 0                       | 4                       | 4                       | 12                      |                         |
| Junior totalt                 | Junior totalt                 | Junior totalt                 | 7       | 0                       | 4                       | 4                       | 12                      |                         |